# Красное (Мстиславский район)
Кра́сное (бел. Краснае) — деревня в Мстиславском районе Могилёвской области Беларуси. Входит в состав Ходосовского сельсовета.

## География
Деревня находится в северо-восточной части Могилёвской области, в пределах Оршанско-Могилёвской равнины, на берегах реки Чёрная Натопа, к северо-западу от республиканской автодороги Р-73, на расстоянии примерно 22 километров (по прямой) к юго-западу от Мстиславля, административного центра района. Абсолютная высота — 189 метров над уровнем моря.

## История
Известна с 1499 года как «двор» князя Заславского. В конце XVIII века деревня Красное входила в состав Мстиславского воеводства Великого княжества Литовского. Действовала униатская церковь.
Согласно «Списку населенных мест Могилёвской губернии» 1910 года издания населённый пункт входил в состав Долговичской волости Чериковского уезда Могилёвской губернии. Имелся один двор и проживало 5 человек (3 мужчины и 2 женщины).
Советская власть была установлена в январе 1918 года. В 1931 году был организован колхоз «Новый путь», который в 1932 году объединял 36 хозяйств (включая хозяйства близлежащей деревни Горбатовщина) и имел 329 га пашни.
Во время Великой Отечественной войны, в период с 14 июля 1941 года по 28 сентября 1943 года, деревня оккупирована немецко-фашистскими захватчиками.

## Население
По данным переписи 2009 года, в деревне проживало 90 человек.